# Leuroglossus callorhini
Leuroglossus callorhini är en fiskart som först beskrevs av Lucas, 1899.  Leuroglossus callorhini ingår i släktet Leuroglossus och familjen Bathylagidae. Inga underarter finns listade i Catalogue of Life.